# Topești (okręg Bihor)
Topești – wieś w Rumunii, w okręgu Bihor, w gminie Drăgești. W 2011 roku liczyła 229 mieszkańców.